# Diu
Pour les articles homonymes, voir Diu.
Diu est une ville située à l'extrémité est de l'île homonyme qui se trouve au large de la péninsule de Kâthiâwar, au Gujarat (Inde). Administrativement, elle fait partie du territoire de Dadra et Nagar Haveli et Daman et Diu. L'île fait 40 km2 et abrite une population de 52 074 habitants (recensement de 2011). La ville se trouve dans la partie orientale de l'île et est connue pour sa forteresse et ses églises, héritages de la présence séculaire portugaise. C'est aussi un port de pêche.

## Histoire
L'île de Diu a été un point central des guerres entre Portugais et états musulmans dans l'Océan indien au XVIe siècle. La bataille de Diu, en 1509, oppose la marine portugaise à une flotte composée de navires ottomans, égyptiens, vénitiens, alliés de circonstance du sultan du Gujarat, Mahmoud Begada.
En 1514, Afonso de Albuquerque, gouverneur de l’Inde portugaise à Goa, demande au sultan du Gujarat le droit de construire un fort portugais sur l’île de Diu. Le sultan ne donne pas son accord mais offre aux Portugais des cadeaux prestigieux, comme un rhinocéros dont l'arrivée en Europe l'année suivante marque largement les esprits.
En 1535, Bahâdûr Shâh, sultan du Gujarat, conclut une alliance défensive avec les Portugais contre l'empereur moghol Humâyûn, et accorde aux Portugais le droit de construire une forteresse et d'établir une garnison sur l'île. Cette alliance s'effrite rapidement, laissant place à plusieurs tentatives de chasser les Portugais de l'île entre 1537 et 1546 mais qui échouent toutes. C'est durant cette période que se situe l'intervention de la flotte de Soliman le Magnifique, préparée en 1538 dans le but secret de prendre le contrôle des Indes après en avoir chassé les Portugais. « Les plus gros boulets ne faisant qu'égratigner les murailles », le chef de la flotte, Hadim Süleyman Pacha, beylerbey d'Égypte, lève le siège, probablement sur la rumeur de l'arrivée d'une puissante flotte ennemie. La forteresse, reconstruite par João de Castro après le siège de 1545, est toujours debout.
Après 1713, les Anglais devinrent de plus en plus puissants en Inde, avec les Français, alors que le déclin du Portugal était amorcé depuis au moins une cinquantaine d'années. En 1763, quand les Français furent chassés de l'Inde par le traité de Paris, les Britanniques décidèrent de maintenir les Portugais en Inde car ils étaient de fidèles alliés. Pour contrer toute éventuelle ambition coloniale et militaire en Inde, les colonies portugaises furent dispersées d'un point de vue territorial en quatre ensembles : Goa, Daman, Diu, et Dadra et Nagar Haveli (territoire enclavé).
L'île reste un territoire de l'Inde portugaise jusqu'à son occupation par l'armée de l'Union Indienne le 19 décembre 1961.

## Galerie

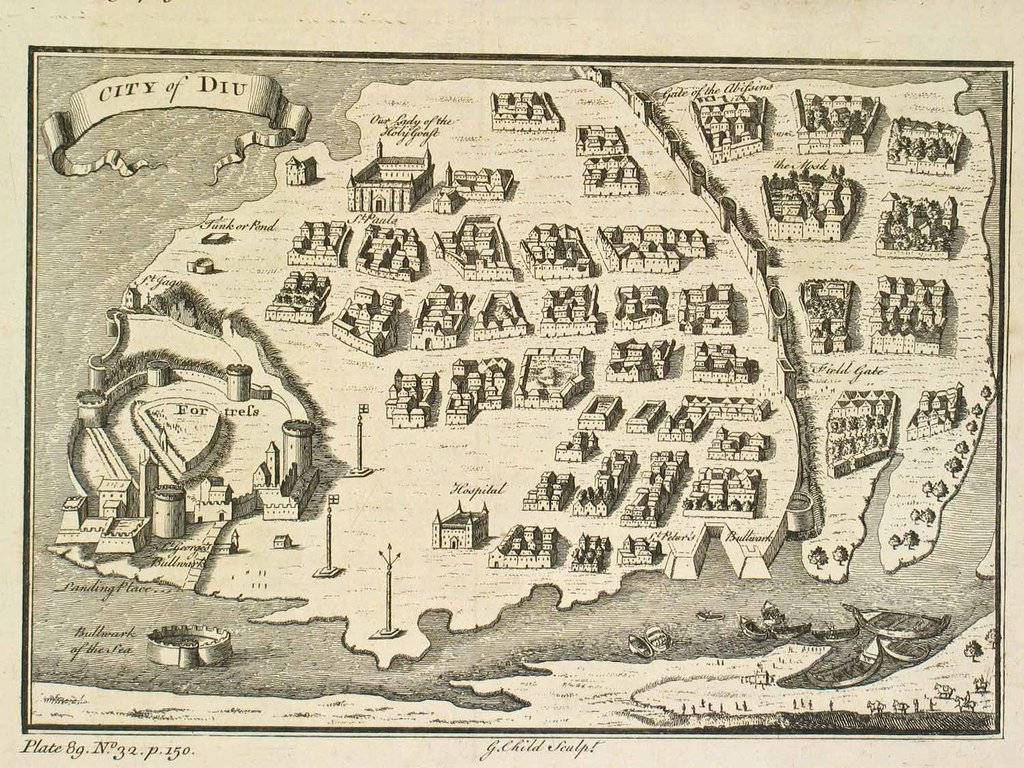
Carte de Diu en 1729
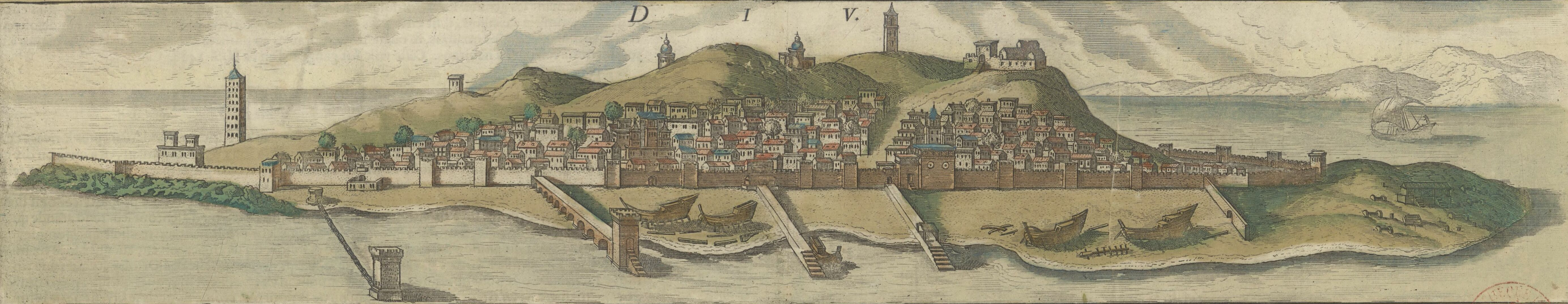
Diu, in Braun et Hogenberg, 1582
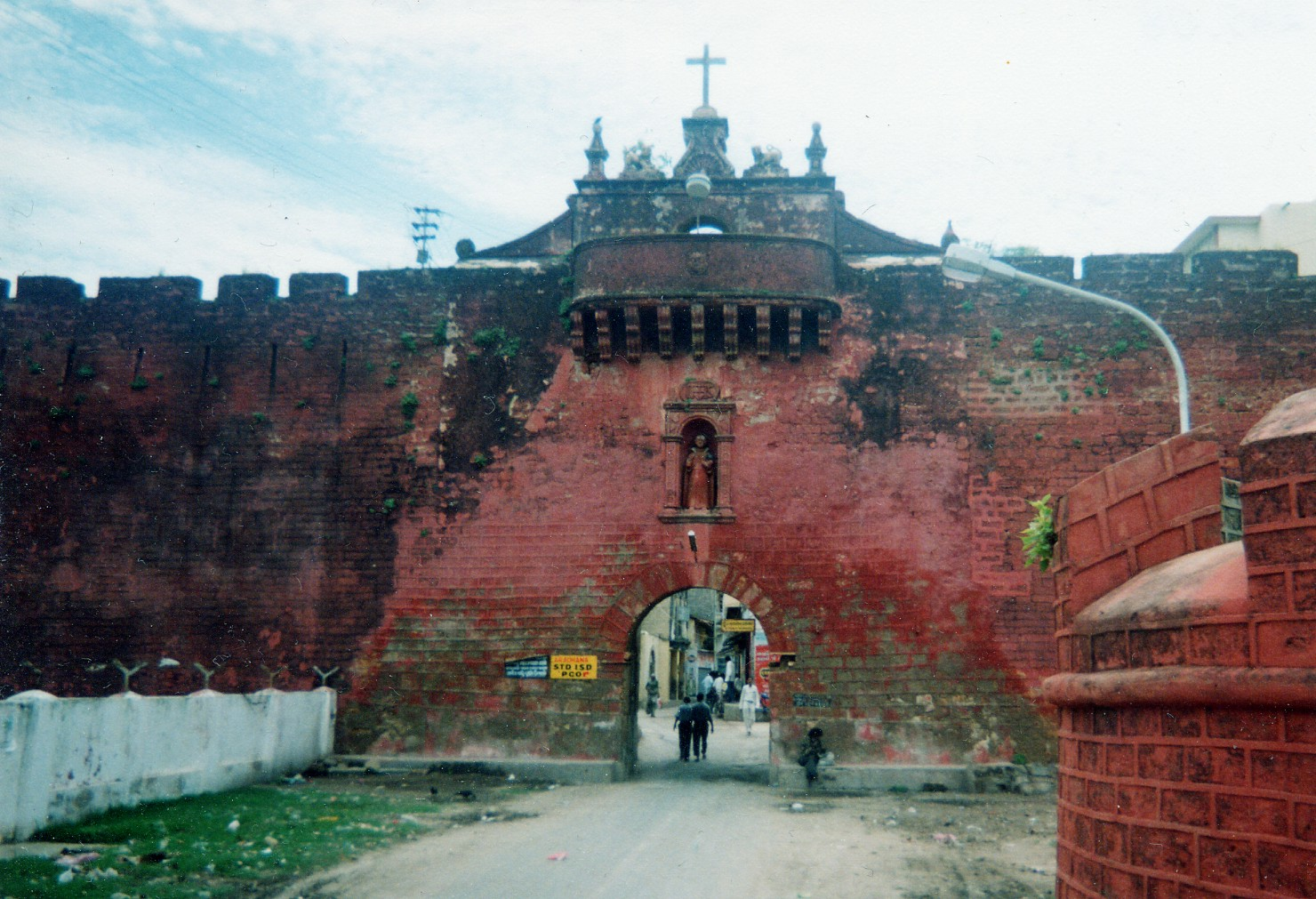
Porte de la ville
Remparts
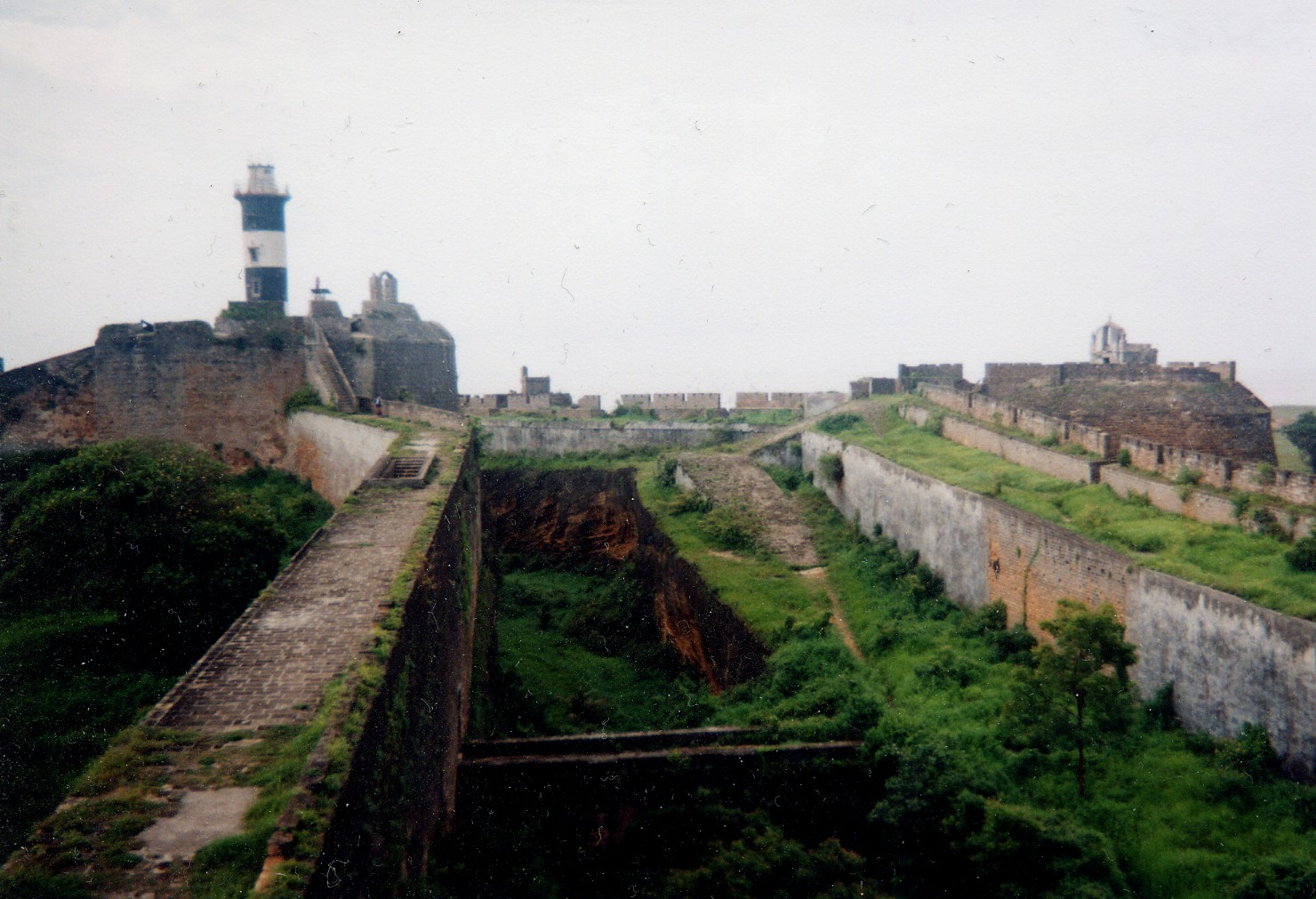
Intérieur du fort
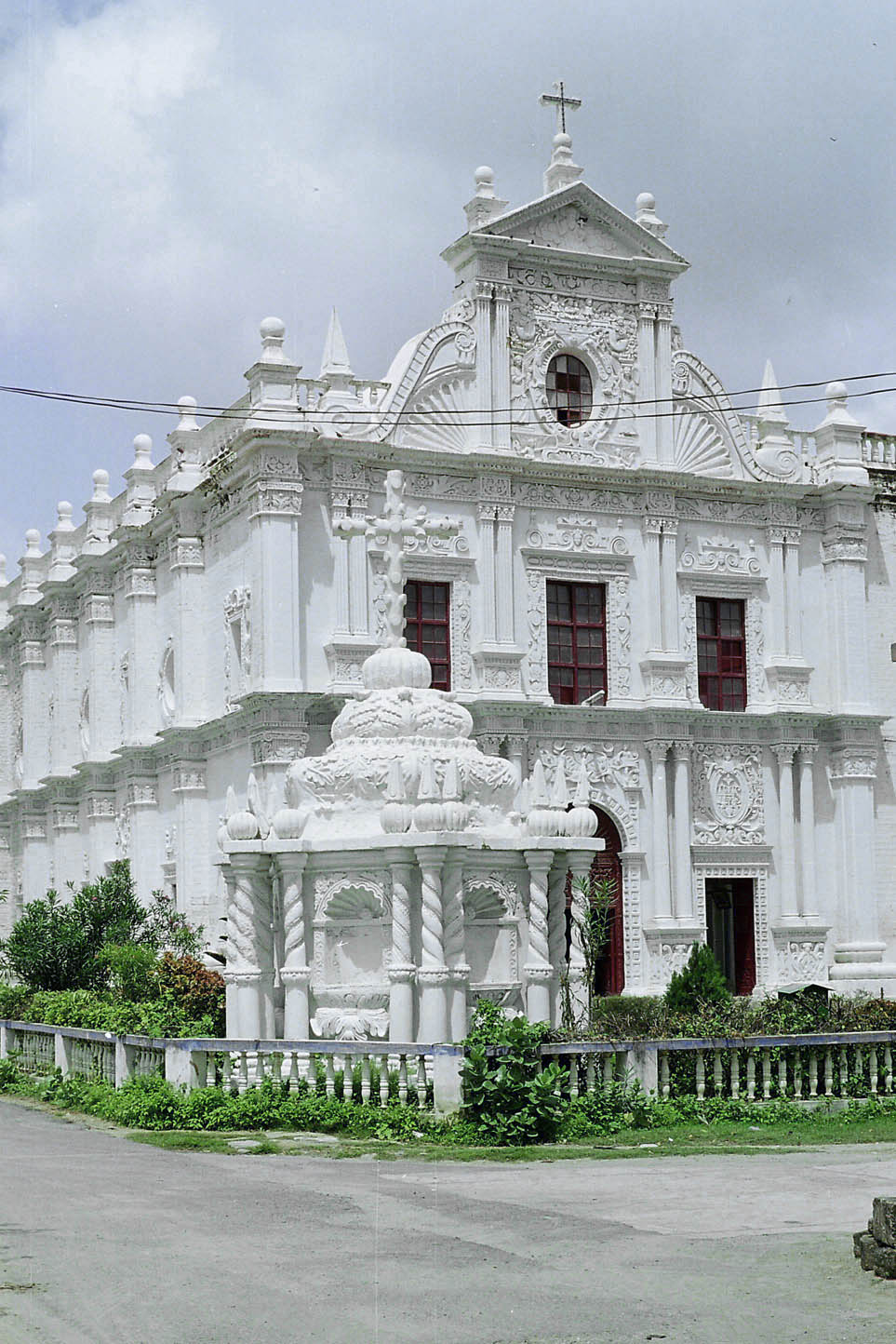
Église Saint-Paul
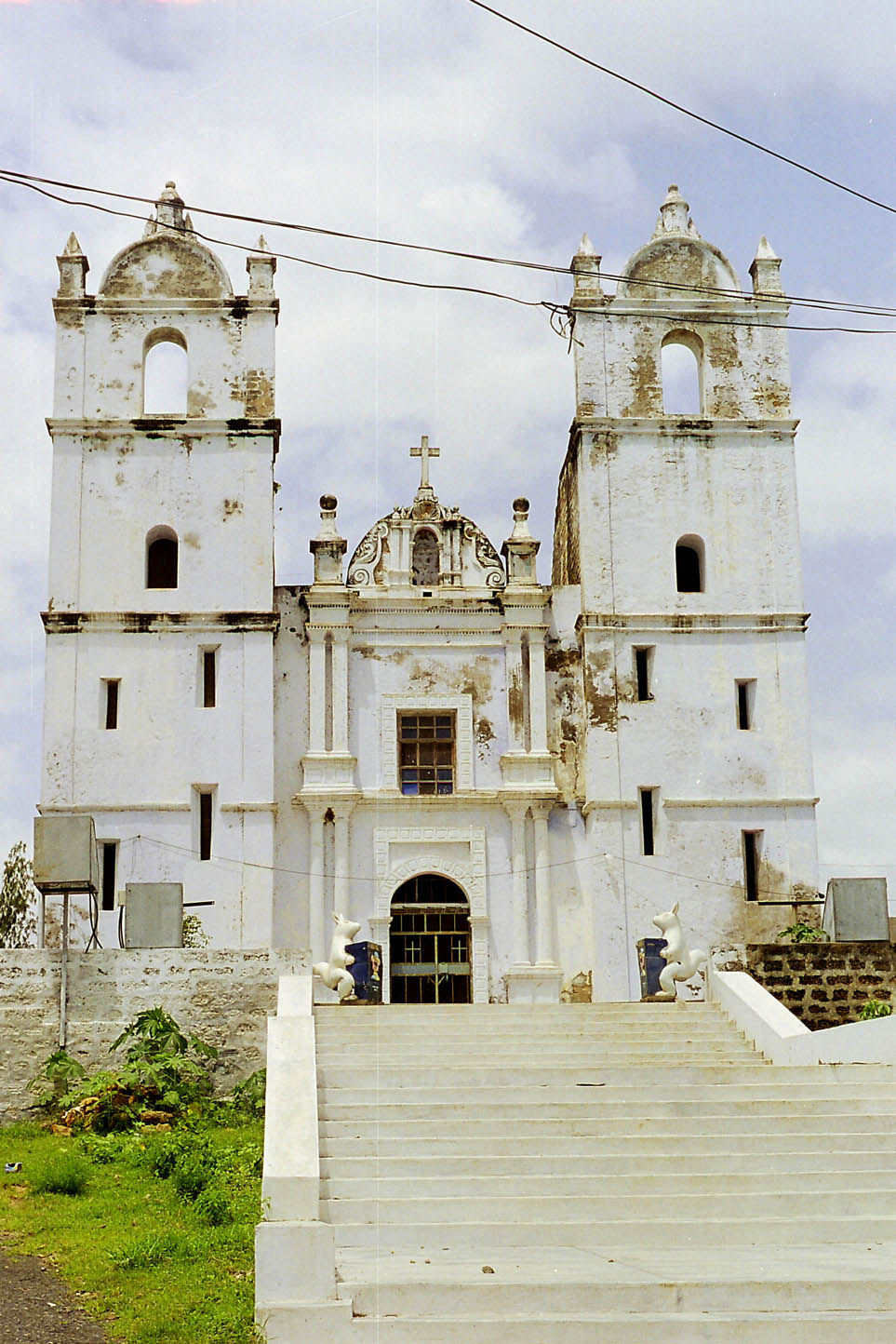
Église de Fudam
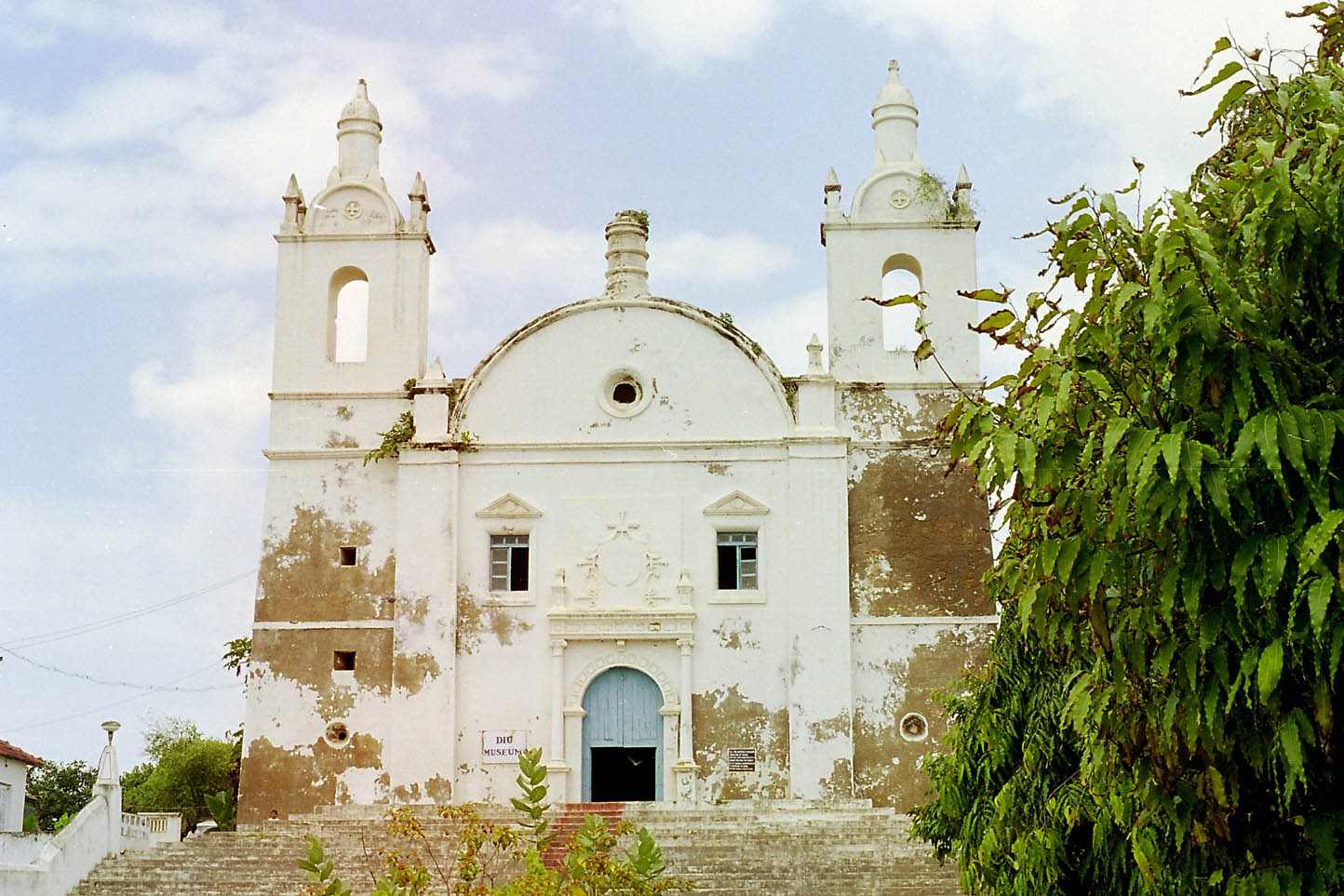
Église Saint-Thomas (musée de Diu)
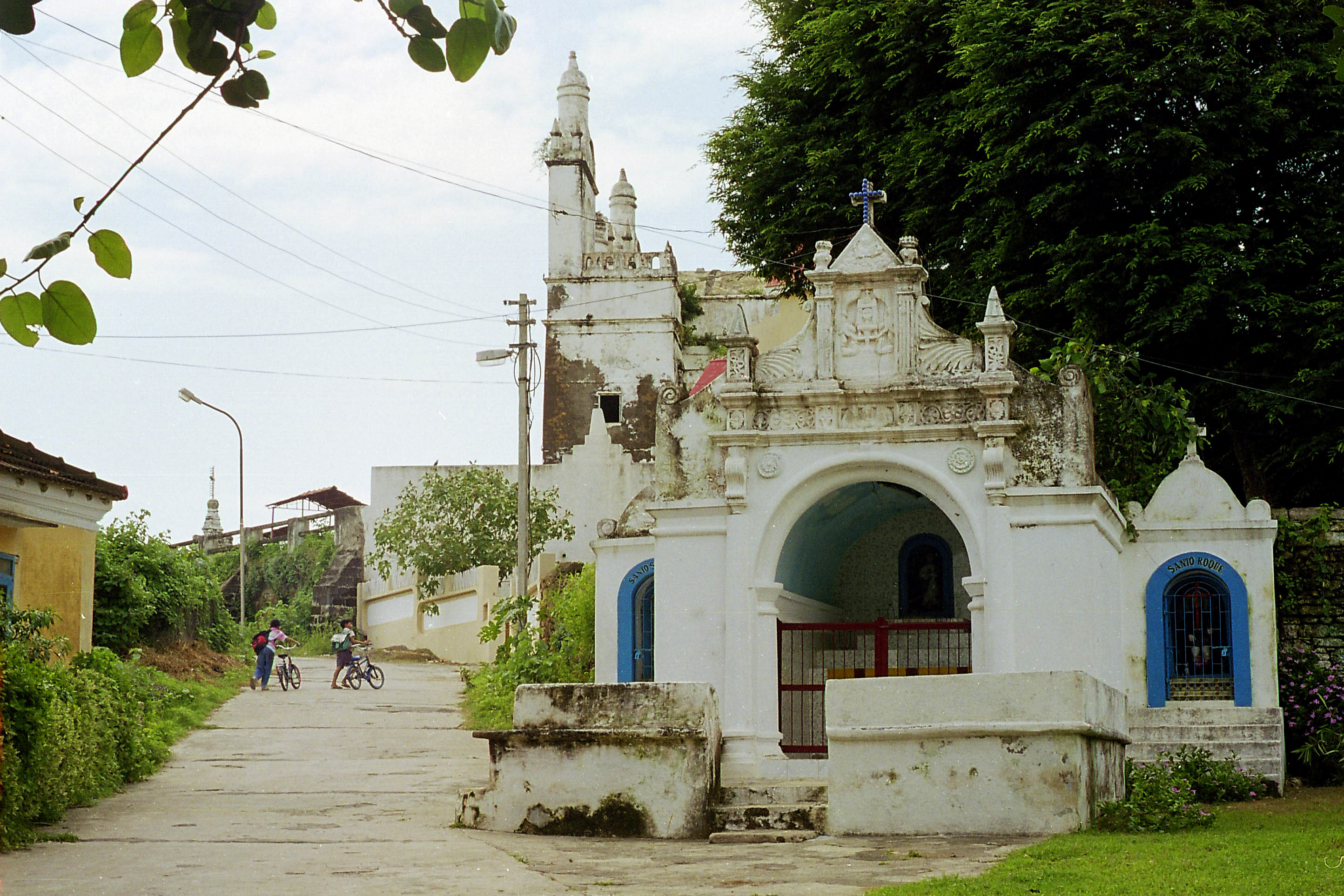
Chapelle Saint-Roch